# Langschnabel-Schattenkolibri

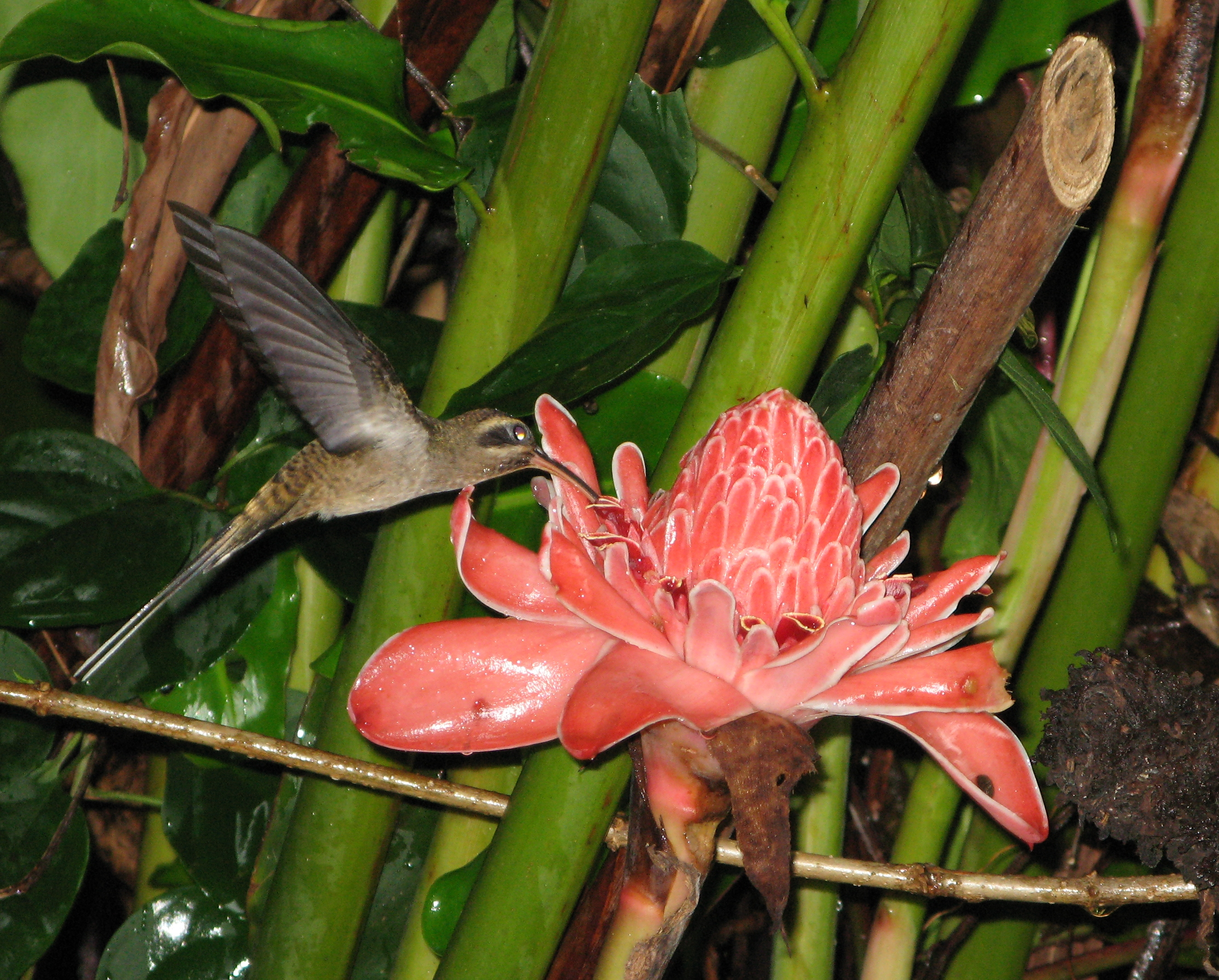
Ein Langschnabel-Schattenkolibri beim Saugen von Nektar

Der Langschnabel-Schattenkolibri (Phaethornis longirostris), auch Westlicher Langschwanz-Schattenkolibri, ist eine Vogelart aus der Familie der Kolibris (Trochilidae). Die Art hat ein großes Verbreitungsgebiet in Mexiko, in den mittelamerikanischen Ländern Belize, Guatemala, Honduras, Panama und Nicaragua sowie den südamerikanischen Ländern Kolumbien, Ecuador und Peru. Der Bestand wird von der IUCN als „nicht gefährdet“ (Least Concern) eingeschätzt.

## Merkmale
Der Langschnabel-Schattenkolibri erreicht eine Körperlänge von etwa 16 bis 17 Zentimetern. Das Gewicht variiert je nach Unterart und Geschlecht zwischen etwa 5 und 7,5 Gramm. Der 40 Millimeter lange gebogene Schnabel ist oben schwarz, während der untere Teil gelb ist. Die Oberseite ist überwiegend braun, wobei der Rücken bronze-grün getönt ist. Ein dunkler Fleck umrandet das Auge, darunter befindet sich ein heller Unteraugenstreif, die Wangen sind dunkel. Die Farbe der Unterseite ist ein verblasstes Gelbbraun. Den Hals zieren weiße Streifen. Der gestufte Schwanz ist schwarz mit schmalen weißen Spitzen, wobei die verlängerten mittleren Schwanzfedern breite weiße Spitzen haben.

## Habitat

Verbreitung des Langschnabel-Schattenkolibris

Der Langschnabel-Schattenkolibri bevorzugt feuchte, modrige Waldböden, laubabwerfendes Immergrün, Waldränder sowie Sekundärwald. Man trifft ihn in Höhen bis 1800 Metern an.

## Verhalten und Ernährung
Der Langschnabel-Schattenkolibri bewegt sich nur in einem kleinen Territorium. Während er in Höhen zwischen einem und fünf Metern zwitschert, wedelt er mit dem Schwanz. Bestimmte favorisierte Futterpflanzen werden regelmäßig im sogenannten Traplining angeflogen, z. B. Gattungen der Heliconia, Costus, Aphelandra und Passiflora. Zum Nahrungsspektrum gehören auch kleine Arthropoden.

## Fortpflanzung
Je nach Verbreitungsgebiet variiert die Brutzeitː Ab Abril bis etwa Juli in Mexiko; zwischen Januar und September, möglicherweise auch im November in Costa Rica; von Mai bis September in Panama; zwischen Januar und April, eventuell Mai in Nordkolumbien. Gonadenaktivitäten lassen die Brutzeit für die Unterart P. l. baroni in Westecuador im Juli vermuten.
Das Nest – ein dickwandiger, kegelförmiger Kelch aus Pflanzenfasern und Spinnweben – wird an der Unterseite eines langen, herabhängenden Blattes befestigt ist. Das Gelege besteht aus zwei weißen Eiern, die Brutzeit beträgt 17–18 Tage, und die Nestlinge werden nach 22–23 Tagen flügge.

## Unterarten
Früher wurde Phaethornis longirostris als Unterart des Langschwanz-Schattenkolibris (Phaethornis superciliosus) (Linnaeus, 1766) geführt. Heute zählt er als eigene Spezies.
Bisher sind vier Unterarten anerkanntː
- Phaethornis longirostris longirostris (Delattre, 1843)[5]
- Phaethornis longirostris cephalus (Bourcier & Mulsant, 1848)[6]
- Phaethornis longirostris sussurus Bangs, 1901[7]
- Phaethornis longirostris baroni Hartert, E, 1897[8][9]

Die ehemaligen Unterarten Phaethornis longirostris cassinii Lawrence, 1866 und Phaethornis longirostris veraecrucis Ridgway, 1910 werden heute als Synonyme von P. l. cephalus beziehungsweise der Nominatform betrachtet.
Die Unterart P. l.  longirostris (Nominatform) kommt in Südmexiko vom Norden Oaxacas bis nach Nordhonduras vor. P. l. cephalus findet sich von Osthonduras bis in den Nordwesten Kolumbiens. P. l. sussurus ist im Norden Kolumbiens in den Bergen von Santa Marta zu Hause. P. l. baroni findet man im Westen Ecuadors bis in den Nordwesten Perus.
Des Weiteren wurde von Phaethornis longirostris der Mexikoschattenkolibri (Phaethornis mexicanus) mit den Unterarten P. m. mexicanus Hartert, 1897 und P. m. griseoventer Phillips, 1962 abgespalten.

## Etymologie und Forschungsgeschichte
Adolphe Delattre beschrieb den Langschnabel-Schattenkolibri unter dem Namen Ornismya longirostris. Delattre nannte keinen konkreten Fundort. Erst später wurde die Art der Gattung Phaethornis zugeordnet.
Der Begriff Phaethornis leitet sich aus den griechischen Wörtern φαέθων phaéthōn für „leuchtend, strahlend“ und ὄρνις órnis für „Vogel“ ab. Das Artepitheton longirostris ist ein Wortgebilde aus den lateinischen Wörtern longus für „lang“ und rostrum für „Schnabel“. Cephalus leitet sich vom griechischen Wort κεφαλή kephalē für „Kopf“ ab. Das Wort sussurus hat seinen Ursprung im lateinischen Verb susurrare für „flüstern, summen“. Schließlich ist baroni Oscar Theodor Baron (1847–1927) gewidmet, der das Typusexemplar in Naranjal nahe dem Río Pescado gesammelt hatte.